# Leo Haas

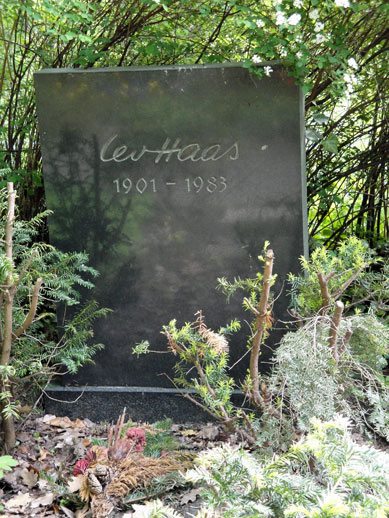
Grabstätte von Leo Haas in der Reihe der Künstlergräber im Zentralfriedhof Friedrichsfelde.

Leo Haas (* 15. April 1901 in Troppau, Österreich-Ungarn; † 13. August 1983 in Ost-Berlin) war ein deutscher Maler, Grafiker, Zeichner und Karikaturist.

## Leben
Leo Haas studierte von 1919 bis 1922 an der Staatlichen Akademie der Bildenden Künste Karlsruhe und anschließend in Berlin bei Emil Orlik und Willy Jaeckel. Er arbeitete ab 1926 als Maler, Grafiker, Pressezeichner und Karikaturist in Wien und später in seiner Heimatstadt Opava in der Tschechoslowakei.
Nach dem Münchner Abkommen wurde Leo Haas, der einer bürgerlichen jüdischen Familie entstammte, inhaftiert und zur Zwangsarbeit nach Ostrau gebracht. 1939 wurde er in das berüchtigte „Juden-KZ“ Nisko, dem von Adolf Eichmann initiierten und persönlich beaufsichtigten Versuchsfeld und Vorläufer von Auschwitz, deportiert. Leo Haas gehörte zu den 500 Insassen, die dann später in ihre Heimatstädte zurückgebracht wurden.

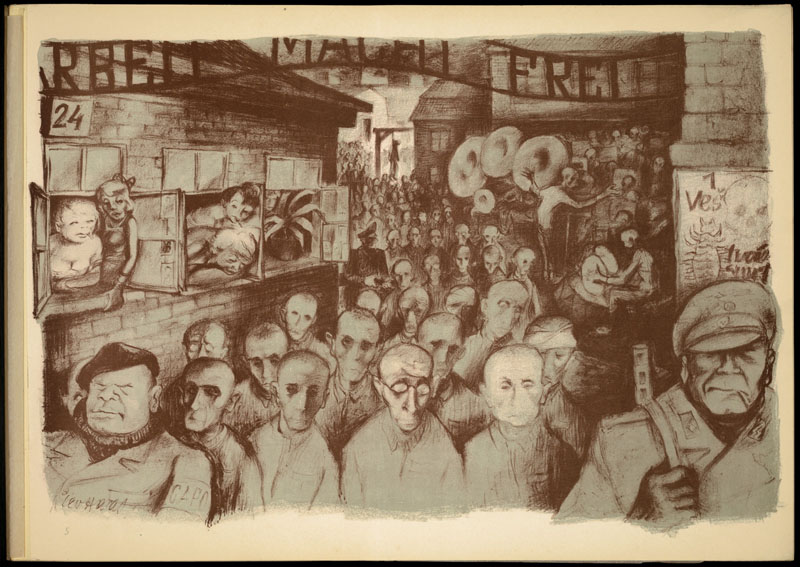
Lithographie von Leo Haas (1901–1983), Holocaust-Künstler, der Theresienstadt und Auschwitz überlebte

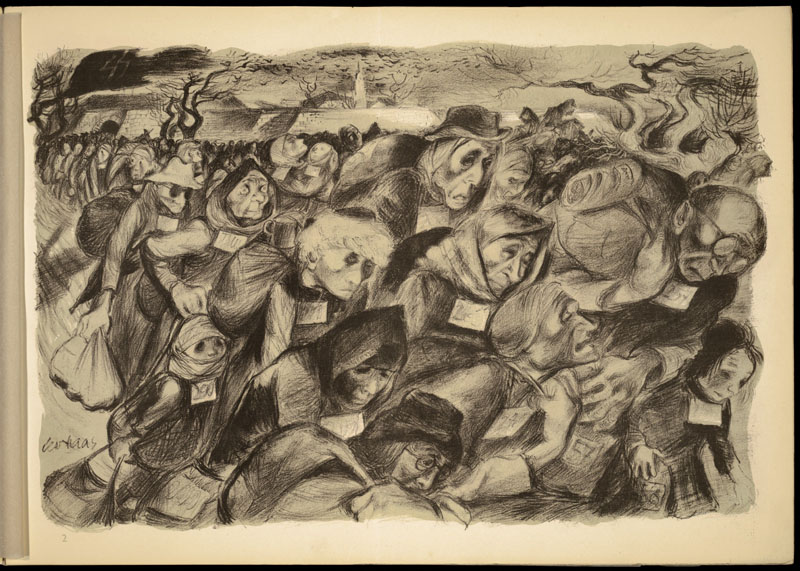
Lithographie von Leo Haas (1901–1983), Holocaust-Künstler, der Theresienstadt und Auschwitz überlebte

Im Spätherbst 1942 wurde er zusammen mit seiner Ehefrau in das KZ Theresienstadt verschleppt, dort schloss er sich der Gruppe der Maler von Theresienstadt um Bedřich Fritta aus Prag an. Es gelang ihnen, Zeichnungen über die Gräuel in Theresienstadt ins neutrale Ausland zu schmuggeln, was ihnen 1944 von Gestapooffizieren der KZ-Kommandantur und Adolf Eichmann in persönlichen Verhören vorgeworfen wurde. Die Künstler und ihre Familienangehörigen wurden in die Zellen der Kleinen Festung und später in andere KZs gebracht. Leo Haas war der einzige Maler von Theresienstadt, der die Haft überlebte. Direkt bevor sie zum Verhör gebracht wurden, gelang es den Künstlern, viele hundert Zeichnungen und auch das Bilderbuch Für Tommy zum dritten Geburtstag in Theresienstadt 22.1.1944 von Bedřich Fritta für seinen Sohn Tomáš zu verstecken. Nach der Befreiung vom Nationalsozialismus konnte Leo Haas diesen Schatz bergen. Das Buch wurde im Jahr 1985 veröffentlicht.
Am 28. Oktober 1944 erhielt Leo Haas die Häftlingsnummer 199.885 in Auschwitz. Auch dort gelang es ihm zu zeichnen. Am 27. November 1944 wurde Leo Haas zusammen mit anderen „Spezialisten“ und dem Vermerk „Rückkehr unerwünscht“ ins KZ Sachsenhausen in das Sonderkommando für Geldfälschung verlegt. Dort wurde er unter anderem mit der Fälschung von britischen Briefmarken beauftragt. Gegen Kriegsende wurden die Häftlinge des Fälscherkommandos zusammen mit den Druckmaschinen nach Mauthausen und später ins Nebenlager Ebensee gebracht. Dort wurden sie kurz nach ihrer Ankunft am 6. Mai 1945 von amerikanischen Truppen befreit.
Nach 1945 lebte Leo Haas mit seiner Frau Erna, die auch das KZ Theresienstadt, die Kleine Festung Theresienstadt, Auschwitz und andere KZ überlebt hatte, als Pressezeichner in Prag. In seiner Biografie betonte er, dass er sich auf Grund der KZ-Erlebnisse bewusst für diesen Weg und gegen die „reine“ Künstlerlaufbahn als Maler entschieden hat. Seine Frau verstarb 1955 an den Folgen medizinischer Versuche in Auschwitz.
Im Gestapo-Gefängnis Kleine Festung Theresienstadt hat sich Erna Haas intensiv um den dreijährigen Sohn von Bedřich Fritta, Tomáš, gekümmert. Nach ihrer Befreiung 1945 adoptierten sie Tomáš Fritta. Bedřich Fritta war im November 1944 in Auschwitz umgekommen, seine Frau war in der Kleinen Festung Theresienstadt verstorben.
Ab 1955 lebte Leo Haas in Ost-Berlin, wo er als Zeichner für das Neue Deutschland, den Eulenspiegel und andere Zeitungen tätig war. Zu letztgenannter Zeitschrift hat er vom ersten Heft an (1954) bis 1982 insgesamt 1185 Zeichnungen beigesteuert. Zu seinem 70. Geburtstag schuf die DEFA den Dokumentarfilm Zeichner – Zeuge – Zeitgenosse.
Haas hatte vor allem in der ČSSR und der Volksrepublik Polen mehrere Einzelausstellungen und war in der DDR an wichtigen Ausstellungen beteiligt, u. a. 1958/1959, 1962/1963, 1967/1968 und 1977/1978 an den Deutschen Kunstausstellungen bzw. der Kunstausstellung der DDR in Dresden.
Leo Haas wurde in der Künstlerabteilung des Zentralfriedhofs Friedrichsfelde in Ost-Berlin beigesetzt.

## Weitere Ehrungen
- 1958: Medaille Kämpfer gegen den Faschismus
- 1964: Vaterländischer Verdienstorden
- 1964: Kunstpreis der DDR
- 1966: Ernennung zum Professor
- 1971: Banner der Arbeit
- 1971: Orden der Arbeit der CSSR
- 1981: Stern der Völkerfreundschaft

- Leo Haas war Ehrenbürger der Stadt Opava.